# Beroe (Nymphe)
Beroe (altgriechisch Βερόη Beróē) war in der griechischen Mythologie eine Tochter des Adonis und der Aphrodite. Nach ihr wurde in hellenistischer Zeit die Stadt Berytos, das heutige Beirut, Beroe genannt.
Ausführlich erzählt wird der frei gestaltete Mythos von Beroe in den Gesängen 41 bis 43 der Dionysiaka des Nonnos von Panopolis, einem spätantiken Epos. Hier erscheint Beroe zunächst als eine Allegorie der nach ihr benannten Stadt, genauer für die dort ansässige berühmte juristische Schule. Das ist einigermaßen anachronistisch, da diese Schule erst etwa seit Mitte des 2. Jahrhunderts existierte, also lange nach der von Nonnos beschriebenen mythischen Zeit.
Entsprechend schildert Nonnos die Umstände der Geburt: Beroe wird von Aphrodite über dem Gesetzbuch Solons geboren. Hermes, der das römische Zwölftafelgesetz in Händen hält, und Themis, die Göttin des Rechts, leisten ihr Geburtshilfe. Aion hüllt das Neugeborene in die Gewänder der Dike (Gerechtigkeit) und Astraea, die Tochter der Themis und Personifikation der Dike, wird die Amme und tränkt den Säugling aus ihren Brüsten mit Weisheit und Sinn für Gerechtigkeit. Anschließend wünscht Aphrodite, dass ihre Tochter Patronin der berühmtesten Stadt des Rechtes werde. Harmonia verkündet, dass diese Würde nur der ältesten aller Städte zukommen dürfe, dass sei Berytos, wo in ferner Zeit (so prophezeit sie und löst damit den Anachronismus) die berühmteste aller Rechtsschulen ihren Platz haben werde.
Anschließend wird erzählt, wie Dionysos und Poseidon beide durch den Pfeil des Eros getroffen sich in Beroe verlieben, es über diese Rivalität zum Kampf kommt, der schließlich von Zeus zugunsten Poseidons entschieden wird.
In Münzprägungen von Berytos aus der Zeit des Elagabal und des Macrinus ist zu sehen, wie sie von Poseidon beim Wasserholen überwältigt wird. Ältere Prägungen zeigen Amymone an Stelle von Beroe, die Sage ist also auf Beroe übertragen worden. Nach Nonnos war Amymone auch ein Beiname von Beroe.